# 埃林
埃林，是西班牙卡斯蒂利亚-拉曼恰自治区阿尔瓦塞特省的一个市镇。 总面积781km², 总人口27553人（2001年），人口密度35人/km²。